# Deutzia hypoglauca
Deutzia hypoglauca är en hortensiaväxtart som beskrevs av Alfred Rehder. Deutzia hypoglauca ingår i släktet deutzior, och familjen hortensiaväxter. Utöver nominatformen finns också underarten D. h. shawana.